# ママドゥ・バガヨコ (コートジボワールのサッカー選手)
ママドゥ・バガヨコ（Mamadou Bagayoko、1989年12月31日 - ）は、コートジボワールのサッカー選手。コートジボワール代表。ポジションはディフェンダー。

## 経歴

### クラブ
アビジャンに生まれ、アフリカ・スポールで選手となった。2008年夏にスロバキアのŠKスロヴァン・ブラチスラヴァに移籍するも出場機会はなく、2009年1月にMFKペトルジャルカにレンタル移籍した。
2009年6月にŠKスロヴァン・ブラチスラヴァに復帰。8月2日のMFKコシツェ戦で、マルティン・ドブロツカに代わって後半から出場し、初出場した。2010年7月24日のMŠKジリナ戦で初得点、2-2の引分に持ち込んだ。

### 代表
2007年と2008年にトゥーロン国際大会にU-21代表として参戦した他、U-23代表として北京オリンピックに出場した。
A代表初出場は2015年9月6日のアフリカネイションズカップ2017予選・グループIのシエラレオネ代表戦であった。